# John Francis Sherrington
John Francis Sherrington (Leicester, Reino Unido, 5 de janeiro de 1958) é um clérigo católico romano britânico, atual arcebispo de Liverpool.

## Biografia
John Sherrington, após o ensino médio, frequentou a Universidade de Cambridge, obtendo um mestrado em matemática. Mais tarde, ele trabalhou como especialista em computadores. Iniciou seus estudos eclesiásticos no All Hallows College, em Dublin, obtendo o título de bacharel e, finalmente, a licenciatura em Teologia Moral na Pontifícia Universidade Gregoriana de Roma (1988-1990).
Foi ordenado sacerdote em 13 de junho de 1987 para a Diocese de Nottingham, na Igreja São Thomas More de Leicester, pelo bispo James Joseph McGuinness. Posteriormente, ocupou os seguintes cargos pastorais: pároco assistente em St Anne's, em Radcliffe-on-Trent (1987-1988); professor de Teologia Moral no All Hallows College, Dublin (1990-1998); professor de Teologia Moral e Diretor de Estudos no Seminário Interdiocesano, Wonersh (1998-2004); pároco de Nossa Senhora de Lourdes, Mickleover, Derby (2004-2009).
A partir de 2009, Sherrington foi pároco da Paróquia Bom Pastor em Arnold. Ao mesmo tempo, ocupou os cargos de presidente da Comissão Diocesana para o Matrimônio e a Vida Familiar e consultor da Conferência Episcopal da Inglaterra e País de Gales sobre questões de moralidade.
Em 30 de junho de 2011, o Papa Bento XVI o nomeou Bispo Titular de Hilta e Bispo Auxiliar de Westminster. O Arcebispo de Westminster, Vincent Nichols, consagrou-o em 14 de setembro do mesmo ano, na Catedral do Preciosíssimo Sangue de Westminster; os co-consagradores foram o Arcebispo Emérito de Westminster Cardeal Cormac Murphy-O'Connor e o Bispo de Nottingham, Malcolm McMahon OP.
Em 5 de abril de 2025, o Papa Francisco o nomeou Arcebispo de Liverpool 